# سیارک ۲۴۴۹۴
سیارک ۲۴۴۹۴ (به انگلیسی: 24494 Megmoulding، نامگذاری:2000YH132) بیست و چهار هزار و چهارصد و نود و چهارمین سیارک کشف شده‌است که در ۳۰ دسامبر ۲۰۰۰ کشف شد.
قدر مطلق سیارک برابر ۱۱.۲ است.